# Primera División (Uruguay) 1985
Die Saison 1985 der Primera División war die 82. Spielzeit (die 54. der professionellen Ära) der höchsten uruguayischen Spielklasse im Fußball der Männer, der Primera División.
Die Primera División bestand in der Meisterschaftssaison des Jahres 1985 aus 13 Vereinen, deren Mannschaften in insgesamt 156 von Ende Juni bis Ende Dezember des Jahres ausgetragenen Meisterschaftsspielen jeweils zweimal aufeinandertrafen. Es fielen 337 Tore. Die Meisterschaft gewann der Club Atlético Peñarol als Tabellenerster vor den Montevideo Wanderers und dem CA Cerro als Zweitem und Drittem der Saisonabschlusstabelle. Sud América musste in die Segunda División absteigen. Peñarol und die Montevideo Wanderers qualifizierten sich für die Copa Libertadores 1986.
Torschützenkönig wurde mit 13 Treffern Antonio Alzamendi vom Meister Peñarol.

## Jahrestabelle
| Pl. | Verein                 | Sp. | S  | U  | N  | Tore    | Diff. | Punkte |
| --- | ---------------------- | --- | -- | -- | -- | ------- | ----- | ------ |
| 1.  | Club Atlético Peñarol  | 24  | 12 | 8  | 4  | 035:160 | +19   | 32     |
| 2.  | Montevideo Wanderers   | 24  | 9  | 10 | 5  | 026:160 | +10   | 28     |
| 3.  | CA Cerro               | 24  | 8  | 11 | 5  | 028:260 | +2    | 27     |
| 4.  | River Plate (N)        | 24  | 8  | 11 | 5  | 025:240 | +1    | 27     |
| 5.  | Nacional Montevideo    | 24  | 9  | 8  | 7  | 026:240 | +2    | 26     |
| 6.  | Club Atlético Progreso | 24  | 7  | 11 | 6  | 024:230 | +1    | 25     |
| 7.  | Rampla Juniors         | 24  | 8  | 8  | 8  | 021:240 | −3    | 24     |
| 8.  | Central Español (M)    | 24  | 6  | 11 | 7  | 024:260 | −2    | 23     |
| 9.  | Sud América            | 24  | 9  | 4  | 11 | 031:340 | −3    | 22     |
| 10. | Huracán Buceo          | 24  | 6  | 10 | 8  | 024:270 | −3    | 22     |
| 11. | Danubio FC             | 24  | 8  | 5  | 11 | 036:330 | +3    | 21     |
| 12. | Club Atlético Defensor | 24  | 5  | 8  | 11 | 018:320 | −14   | 18     |
| 13. | Bella Vista            | 24  | 5  | 7  | 12 | 019:320 | −13   | 17     |

| (M) | Meister der vorangegangenen Saison  |
| (N) | Aufsteiger aus der Segunda División |